# Hahn (Aken)
Hahn is een dorp in de Duitse gemeente Aken, behorende tot het stadsdeel Kornelimünster/Walheim. 

## Geschiedenis
Hahn werd voor het eerst schriftelijk vermeld in 1261. Hahn behoorde aan de Abdij van Kornelimünster en er was een Mariakapel. In de Franse tijd werd Hahn onderdeel van het département de la Roër. In 1804 werd Hahn een zelfstandige parochie en in 1816 werd Hahn Pruisisch en werd het onderdeel van de gemeente Walheim, welke in 1972 tot de fusiegemeente Aken ging behoren.

## Bezienswaardigheden
- Naturschützgebiet Mönchfelsen, een 30 meter hoge rots van schelpkalk.
- Kalksteengroeven en kalkovens.
- Onze-Lieve-Vrouw van Smartenkerk (Sankt Maria Schmerzhafte Mutter).
- Fietspad langs de voormalige Vennbahn.

## Natuur en landschap
Hahn ligt aan de voet van de Eifel, op een hoogte van 247 meter.

## Nabijgelegen kernen
Venwegen, Walheim, Kornelimünster, Breinig, Mulartshütte